# Grid girl

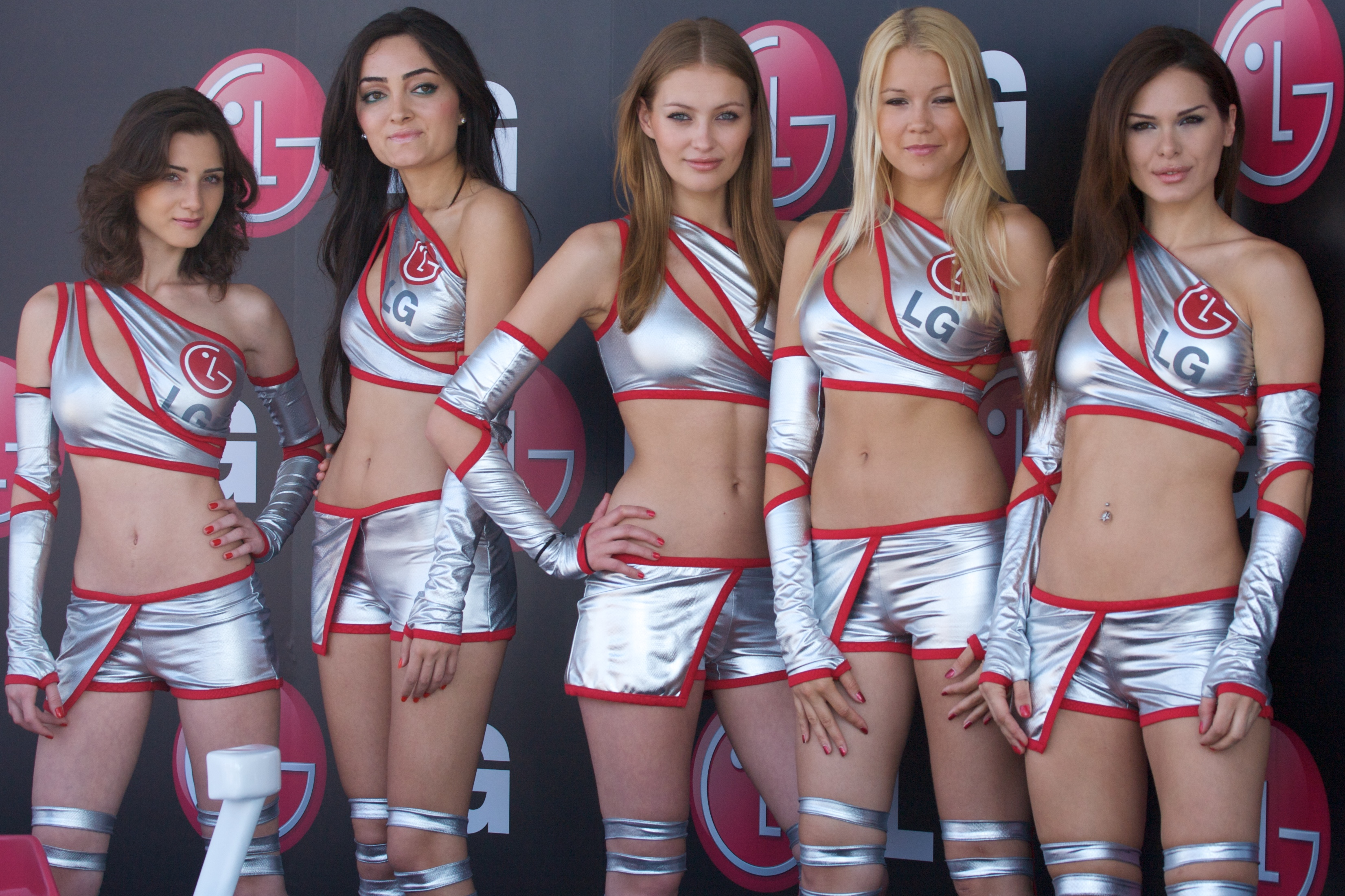
Дівчата Grid girl

Grid girl (англ. Grid — сітка, англ. girl — дівчина), або Paddock girls чи Umbrella girls — дівчата, молоді жінки, що тримають парасольки над гонщиками, щоб захистити їх від сонця на стартовій прямій. Термін використовується в професійних мотогонках протягом багатьох років.
Перед початком гонки в серії SuperBike або MotoGP, мотогонщики виїжджають на стартову пряму, займають свої місця і чекають, поки всі інші гонщики займуть позиції на лінії. Спортсмени стоять на сітці, поки здійснюються перевірки, коригування та заправка перед гонкою. Змагання часто відбуваються при температурі повітря вище 30° C, а це разом з шкіряними комбінезонами на гонщиках робить очікування старту дискомфортним. Для запобігання страждань гонщиків, їх втоми та можливості отримати тепловий удар, спонсори наймають дівчат grid girl тримати парасольки для гонщиків, коли вони перебувають на сонці. Grid girl також зазвичай використовуються для реклами спонсорів своєї гоночної команди.
Дівчата grid girl — це зазвичай фотомоделі, їх вік коливається в межах 18-30 років. Вони привертають до себе увагу носінням відкритого одягу з логотипами спонсорів.

## Цікаві факти
- Перед початком сезону 2013, команда MotoGP Repsol Honda оголосила конкурс на посаду Grid girl для свого гонщика Марка Маркеса,[1] де будь-яка учасниця через соціальні мережі Facebook та Твіттер могла надіслати свої фотографії.

## Галерея

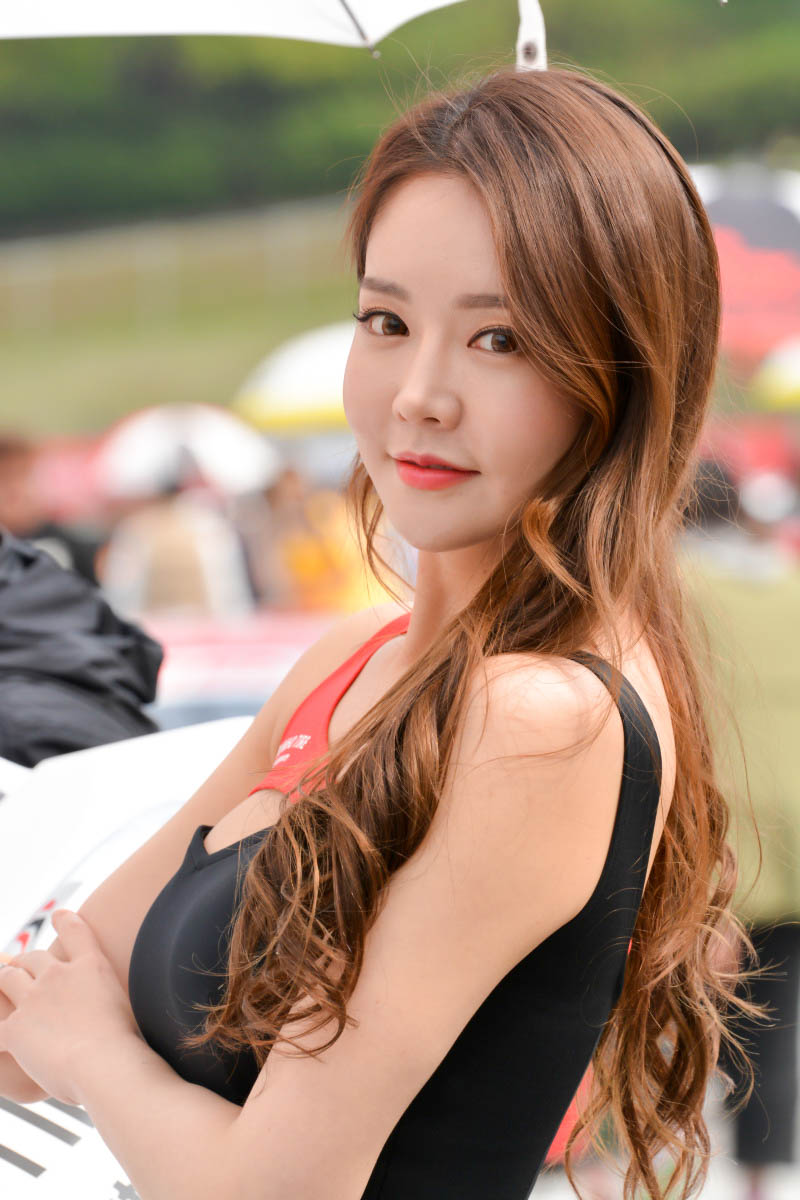
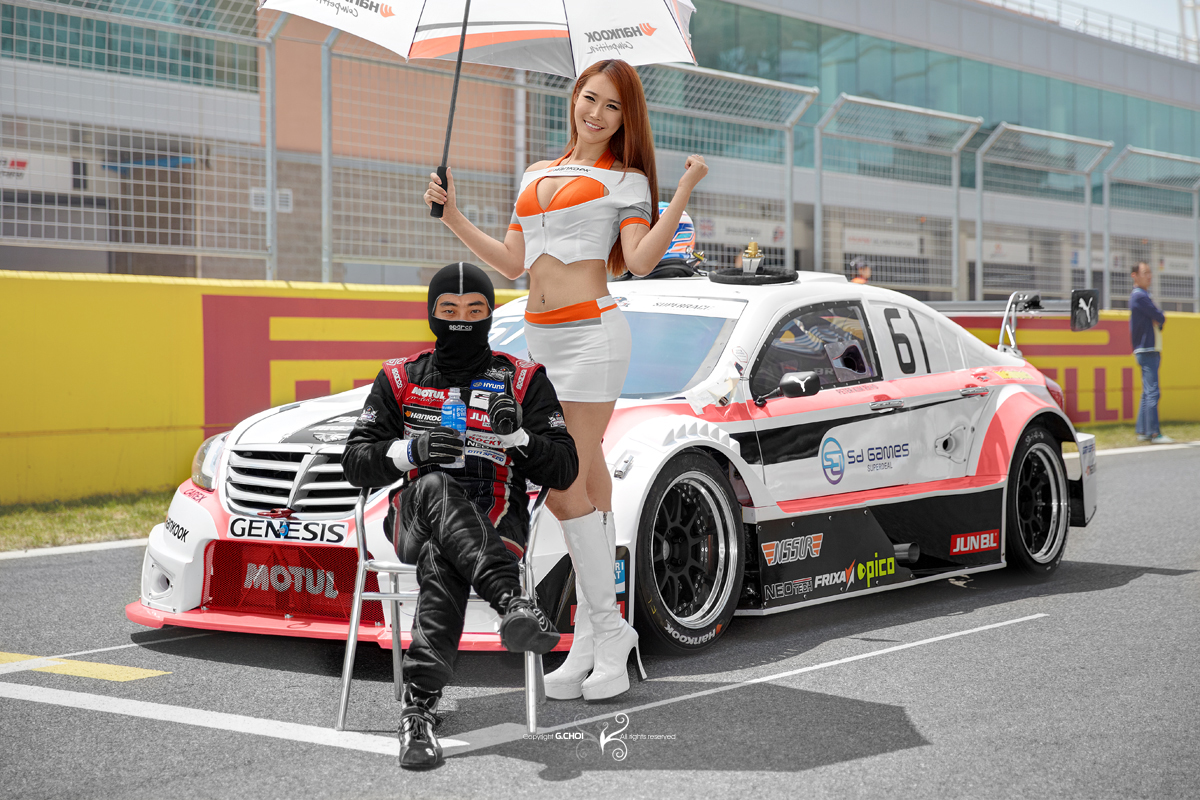
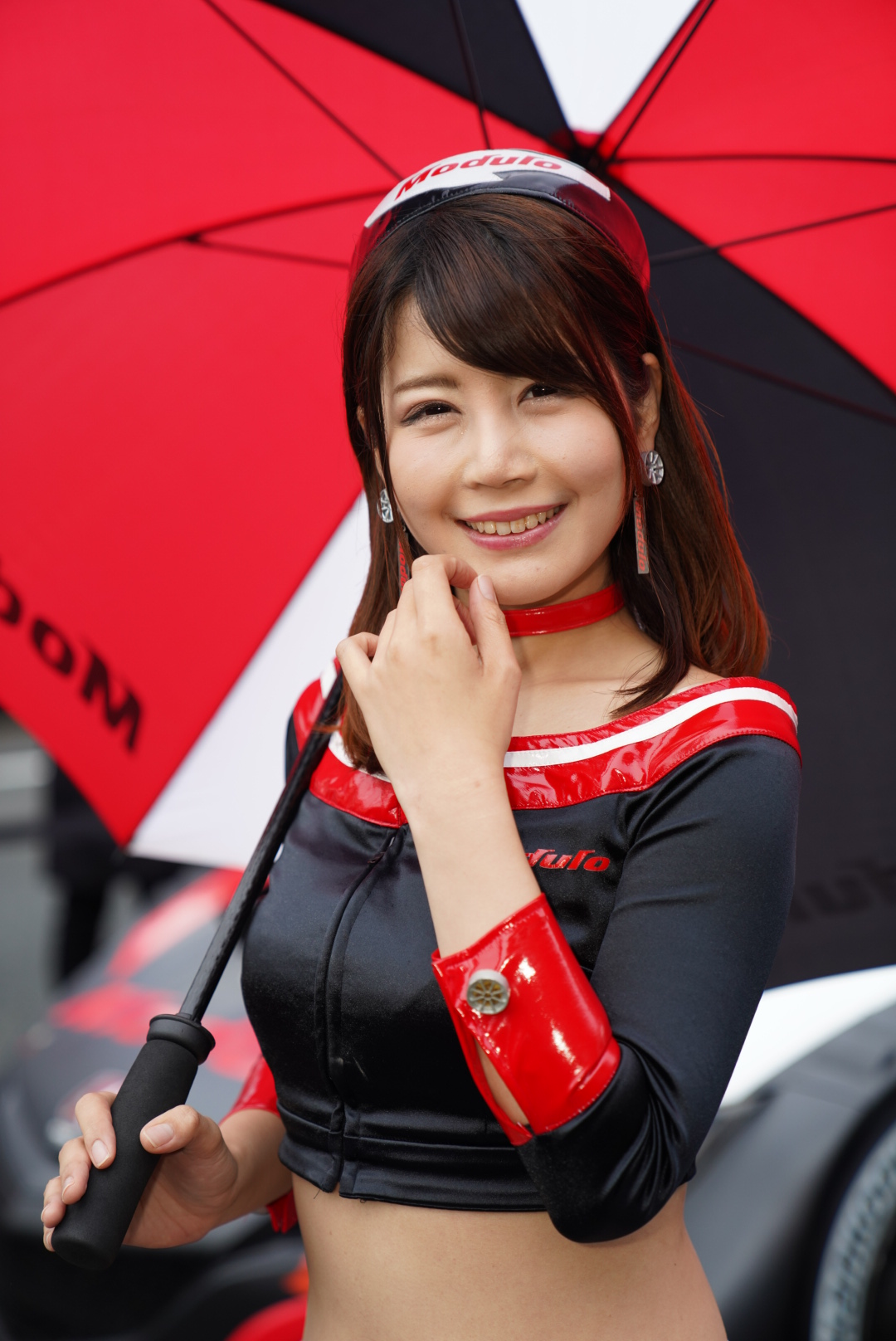
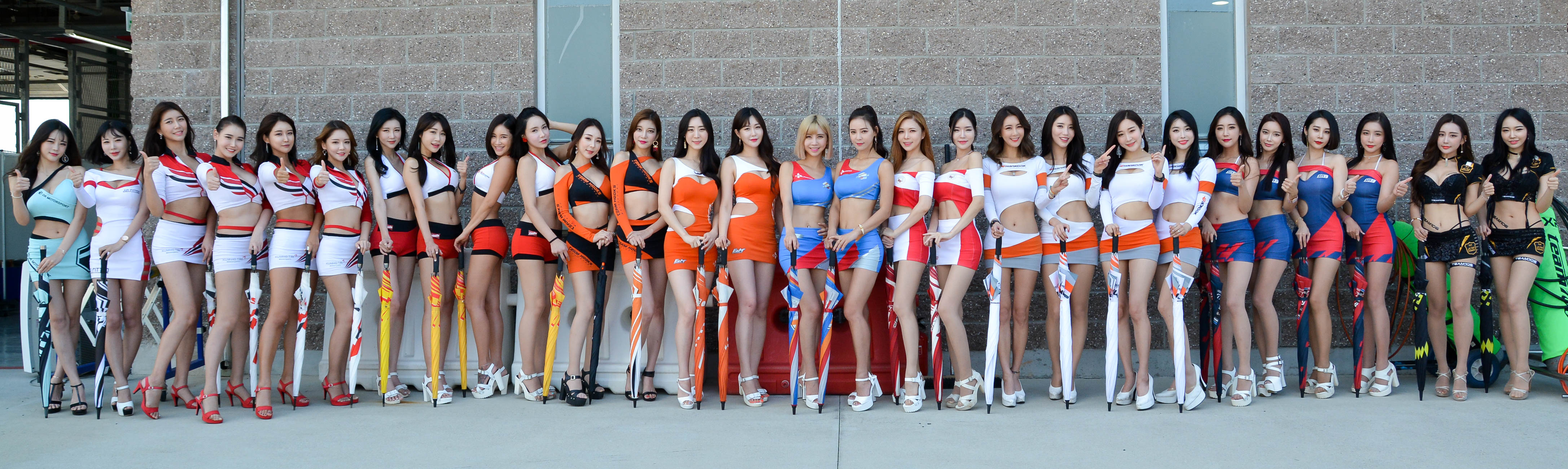
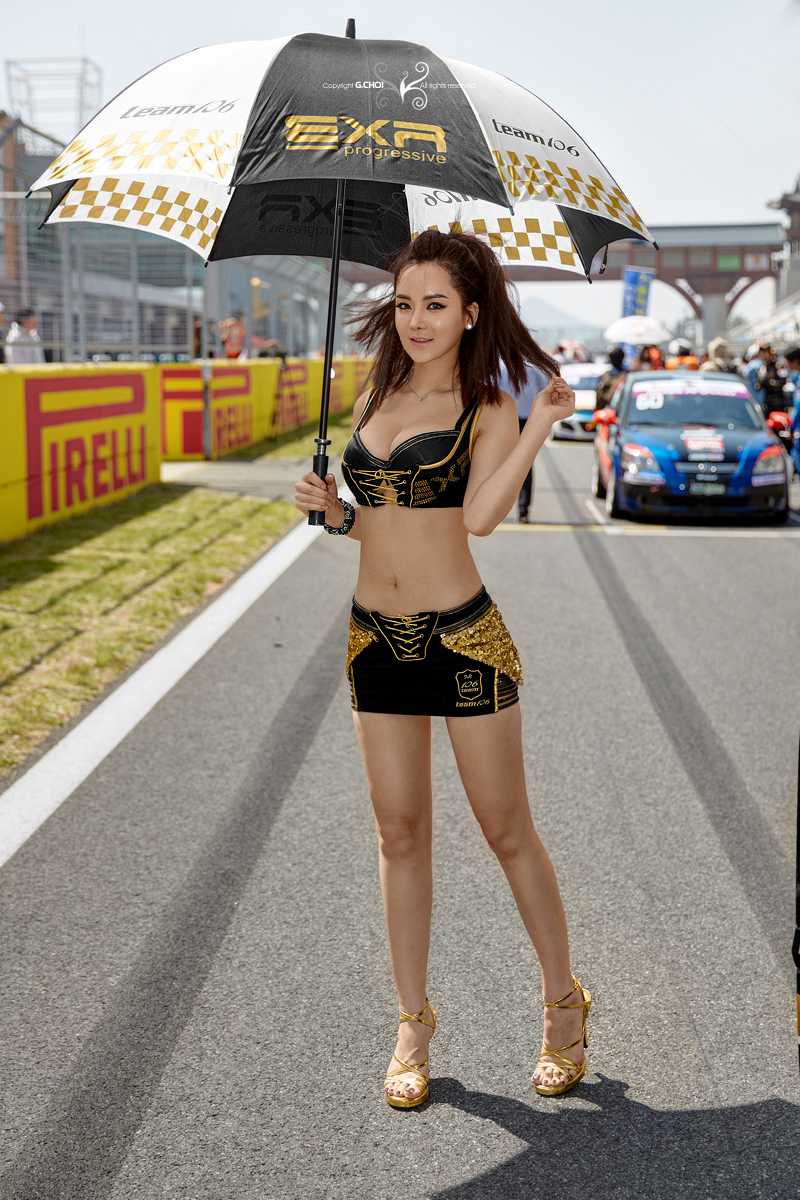